# Jan Gajdoš
Jan Gajdoš (né le 27 décembre 1903 à Brünn, mort le 19 novembre 1945 dans la même ville) est un gymnaste ayant représenté la Tchécoslovaquie.
Il a participé à deux Jeux olympiques et à quatre Championnats du monde. C'est le père de Pavel Gajdoš, gymnaste slovaque né en 1936 en Ukraine.